# Palpada rufipedes
Palpada rufipedes är en tvåvingeart som beskrevs av Thompson 1976. Palpada rufipedes ingår i släktet Palpada och familjen blomflugor. Inga underarter finns listade i Catalogue of Life.